# Tacx Pro Classic
La Tacx Pro Classic, connue sous le nom Delta Tour Zeeland jusqu'en 2011, puis Ronde van Zeeland Seaports jusqu'en 2015, est une course cycliste néerlandaise disputée dans la province de Zélande.
Créé en 2008, elle est issue de la fusion de l'OZ Wielerweekend et du Delta Profronde. Comme course à étapes, elle fait partie de l'UCI Europe Tour en catégorie 2.1 de sa création à 2011. Sa première édition a été remportée en juin 2008 par l'Australien Christopher Sutton.
En 2012, elle prend le nom du sponsor Zealand Seasports et devient une course d'un jour classée en catégorie 1.1. La collaboration avec ce sponsor cesse en 2016. L'année suivante, une nouvelle édition est organisée par la société Tacx, qui donne son nom à la course.
L'édition 2020, initialement prévue le 10 octobre, est annulée par le comité d'organisation, le 1er mai, en raison de la pandémie de coronavirus.

## Palmarès
| Année                      | Vainqueur                                                         | Deuxième                                                          | Troisième                                                         |
| -------------------------- | ----------------------------------------------------------------- | ----------------------------------------------------------------- | ----------------------------------------------------------------- |
| Delta Tour Zeeland         |                                                                   |                                                                   |                                                                   |
| 2008                       | Christopher Sutton                                                | Robert Wagner                                                     | Jeremy Hunt                                                       |
| 2009                       | Tyler Farrar                                                      | Alessandro Petacchi                                               | Robert Wagner                                                     |
| 2010                       | Tyler Farrar                                                      | Jos van Emden                                                     | Graeme Brown                                                      |
| 2011                       | Marcel Kittel                                                     | Theo Bos                                                          | Jos van Emden                                                     |
| Ronde van Zeeland Seaports |                                                                   |                                                                   |                                                                   |
| 2012                       | Reinardt Janse van Rensburg                                       | Lars Boom                                                         | Gijs Van Hoecke                                                   |
| 2013                       | André Greipel                                                     | Ramon Sinkeldam                                                   | Kenny van Hummel                                                  |
| 2014                       | Theo Bos                                                          | Ramon Sinkeldam                                                   | Michael Van Staeyen                                               |
| 2015                       | Iljo Keisse                                                       | Niki Terpstra                                                     | Łukasz Wiśniowski                                                 |
| 2016                       | Pas de course                                                     | Pas de course                                                     | Pas de course                                                     |
| Tacx Pro Classic           |                                                                   |                                                                   |                                                                   |
| 2017                       | Timo Roosen                                                       | Taco van der Hoorn                                                | Dylan Groenewegen                                                 |
| 2018                       | Peter Schulting                                                   | Dries De Bondt                                                    | Jérôme Baugnies                                                   |
| 2019                       | Dylan Groenewegen                                                 | Elia Viviani                                                      | Arvid de Kleijn                                                   |
| 2020                       | Édition annulée en raison de la pandémie de maladie à coronavirus | Édition annulée en raison de la pandémie de maladie à coronavirus | Édition annulée en raison de la pandémie de maladie à coronavirus |
| 2021                       | Édition annulée en raison de la pandémie de maladie à coronavirus | Édition annulée en raison de la pandémie de maladie à coronavirus | Édition annulée en raison de la pandémie de maladie à coronavirus |
| 2022                       | Pas de course                                                     | Pas de course                                                     | Pas de course                                                     |